# Pelangia mbutaensis
Pelangia mbutaensis är en fiskart som beskrevs av Allen, 1998. Pelangia mbutaensis ingår i släktet Pelangia och familjen Melanotaeniidae. Inga underarter finns listade i Catalogue of Life.